# Ringspoorkristalkopje
Het ringspoorkristalkopje (Didymium annulisporum) is een slijmzwam behorend tot de familie Didymiaceae. Het leeft saprotroof op kruidachtige plantendelen.

## Verspreiding
In Nederland komt het ringspoorkristalkopje vrij zeldzaam algemeen voor. In Nederland is de soort in 2010 voor het eerst gevonden op hyacintenbollen.